# Александар Недович
Александар Недович (чорн. Александар Недовић/Aleksandar Nedović, нар. 5 вересня 1978, Титоград) — чорногорський футболіст, який грав на позиції півзахисника. Відомий за виступами у низці чорногорських та зарубіжних клубів. В Україні відомий виступами за клуб «Волинь» у вищій лізі. Після закінчення кар'єри футболіста — чорногорський футбольний тренер.

## Клубна кар'єра
Народився Александр Недович у Титограді, де й розпочав свою професійну футбольну кар'єру в місцевій команді «Будучност». Під час виступів залучався до юнацької збірної Югославії, за яку провів 2 матчі. У 1998 році керівництво клубу задля збільшення його ігрової практики віддавало молодого футболіста в оренду до клубу нижчого дивізіону «Рудар». Після повернення з оренди Недович став одним із основних футболістів клубу, і в 2001 році отримав запрошення до одного із найсильніших клубів колишньої Югославії — белградського «Партизана». Проте в цій команді Недович не зумів стати футболістом основи, зігравши лише кілька матчів в основі, тому керівництво белградського клубу переважно тримало футболіста в орендах у інших сербських клубах — «Чукарички» і «Напредак».
У 2004 році Александаром Недовичем зацікавився український клуб вищої української ліги «Волинь» з Луцька. Проте в цій команді Недович зіграв лише 4 матчі в чемпіонаті, й покинув клуб. Надалі футболіст грав за белградський клуб «Раднички», а пізніше нетривалий час грав за бакинський «Інтер» (Баку). Після цього Недович повернувся до Чорногорії, де грав у місцевих клубах «Грбаль», «Ловчен» і «Бар», після чого завершив виступи на футбольних полях.

## Тренерська кар'єра
Ще виступаючи на футбольних полях, Александр Недович розпочав кар'єру футбольного тренера. У 2011 році він очолив тренерський штаб чорногорської команди «Грбаль», де працював до 2014 року. У 2014 році Недович очолив чорногорський столичний клуб «Младост» (Подгориця), із яким здобув своє найвище досягнення у тренерській кар'єрі — перемогу в Кубку Чорногорії. У сезоні 2015—2016 Александр Недович тренував клуб «Сутьєска», а 2016 року перейшов на роботу до клубу «Петровац». З 2017 до 2021 року Недович очолював інший чорногорський клуб «Іскра». У 2021—2022 роках колишній футболіст очолював клуб «Будучност» (Подгориця).

## Досягнення

### Як гравця
- Чемпіон Югославії (1):

«Партизан»: 2001-02

### Як тренера
- Володар Кубку Чорногорії (2):

«Младост» (Подгориця): 2014-15
«Будучност» (Подгориця): 2021-22